# بيروفسكيت السيليكات
بيروفسكيت السيليكات هي مزيج من معادن سيليكات المغنيسيوم والحديد وسيليكات الكالسيوم؛ والذي يكون مرتباً وفق بنية البيروفسكيت. ترافق بيروفسكيت السيليكات معدن الفرّوبيريكلاس في تركيب وشاح الأرض الداخلي.
عثر على عينات من بيروفسكيت السيليكات في حجر نيزكي سقط بالقرب من محطة تنهام Tenham في أستراليا.
في سنة 2014 أطلقت الجمعية الدولية للمعادن على سيليكات الحديد والمغنيسيوم ذات البنية البيروفسكية اسم بريدجمانيت bridgmanite تخليداً لذكرى بيرسي ويليامز بريجمان الحاصل على جائزة نوبل في الفيزياء سنة 1946 لأبحاثه في مجال الضغوط المرتفعة.